# البطل المؤقت
البطل المؤقت أو حامل اللقب المؤقت (بالإنجليزية: Interim championship)‏ هو حامل لقب بديل، يمنح اللقب من قبل هيئات العقوبات الرئيسية في الاتحادات الأربعة في الملاكمة المحترفة، (رابطة الملاكمة العالمية، المجلس العالمي للملاكمة، الاتحاد الدولي للملاكمة ومنظمة الملاكمة العالمية). ويوجد البطل المؤقت في بعض الرياضات مثل كيك بوكسينغ، المصارعة المحترفة وفنون القتال المختلطة.
أحيانًا بسبب الإصابة حامل اللقب لا يتمكن من المنافسة، فيقوم الاتحاد بإنشاء مسابقة أو منافسة بين عدة مصارعين لحمل اللقب لحين عودة البطل من الإصابة. عند عودة البطل يتواجه حامل اللقب مع حامل اللقب المؤقت لتحديد حامل اللقب بلا منازع.